# Barokni kipovi u Bjelovaru
Barokni kipovi zaštitnika Bjelovara su četiri barokna kipa na kamenim postoljima, u središnjem trgu Eugena Kvaternika postavljene oko bjelovarskog paviljona.
Kipovi predstavljaju svetce i svetice;  sv. Jelenu Križaricu, sv. Ivana Nepomuka, sv. Tereziju Avilsku i sv. Jurja, koji su bili svetci individualnih vojnih postrojbi u Bjelovaru.

## Povijest
Kipovi su postavljeni 1777. i 1778. godine u krugu nekadašnjeg gradskog zdenca. Autor kipova nije poznat. Prvi kip postavljen je na sjevernoj strani trga zaslugom Varaždinskog generalata 15. listopada 1777. godine a posvećen je sv. Tereziji Avilskoj, zaštitnici carice Marije Terezije. 
Završetkom Drugog svjetskog rata, 1945. godine i dolaskom nove vlasti kipovi su uklonjeni, a vraćeni su na trg oko 2000. godine.